# 纽曼 (加利福尼亚州)
纽曼（英文：Newman），是美国加利福尼亚州斯坦尼斯劳斯县下属的一座城市。建市于1908年6月10日，面积 大约为2.1平方英里 (5.4平方公里)。根据2010年美国人口普查，该市有人口10,224人。